# 祭典の響き
『祭典の響き』（さいてんのひびき、Festklänge ）S.101は、フランツ・リストが作曲した7番目の交響詩。タイトルは『祭りのどよめき』と表記されることもある。

## 概要
1854年に、ヴァイマルでシラーの戯曲「芸術への忠誠」が上演された際に、その序曲として作曲し、初演された。だが、劇の内容と直接的な関係は持っている訳ではなく、一説によれば、当時同棲生活をしていたヴィットゲンシュタイン伯爵夫人と近く結婚することを想定し、そのための祝典序曲として書かれたものといわれている。特定の表題を持たない点で、リストの他の交響詩とは性格が異なっているが、リスト自身は交響詩という名称をかなり自由な内容の曲にも拡大して用いていたようである。

## 初演
1854年11月9日、ヴァイマル宮廷劇場にてリスト自身の指揮により初演。

## 編成
フルート2、オーボエ2、クラリネット2、ファゴット2、ホルン4、トランペット3、トロンボーン3、チューバ、ティンパニ4、シンバル、バスドラム、弦五部

## 演奏時間
約20分。

## 構成
ティンパニに導かれて出る行進曲風の主題に始まって、続くいくつかの主題を基に組み立てられており、祝典的で輝かしく、喜ばしい気分のうちに進められる。なおこの曲の途中の経過句はほかに4つのヴァリアンテがあり、指揮者は自由に選択することができる。